# 梅利托波尔市镇
梅利托波爾市鎮（烏克蘭語：Мелітопольська міська громада），是乌克兰扎波羅熱州梅利托波爾區的一個市镇，行政中心為梅利托波爾。

## 居民點
該市鎮只包括梅利托波爾市內的範圍，並不包含任何其他的居民点。